# Kimitsu

Kimitsu (君津市 Kimitsu-shi) é uma cidade japonesa localizada na província de Chiba.
Em 2003 a cidade tinha uma população estimada em 91 342 habitantes e uma densidade populacional de 286,49 h/km². Tem uma área total de 318,83 km².
Recebeu o estatuto de cidade a 1 de Setembro de 1971.